# لوگان مک‌کری
لوگان مک‌کری (انگلیسی: Logan McCree؛ زاده ۳۱ دسامبر ۱۹۷۷) یک بازیگر پورنوگرافی اهل آلمان است.